# Koknese
Koknese (deutsch: Kokenhusen; russisch Кукейнос) ist eine ehemalige Hansestadt in Lettland. Sie liegt am rechten Ufer der Düna, etwa 100 Kilometer östlich von Riga.

## Geschichte

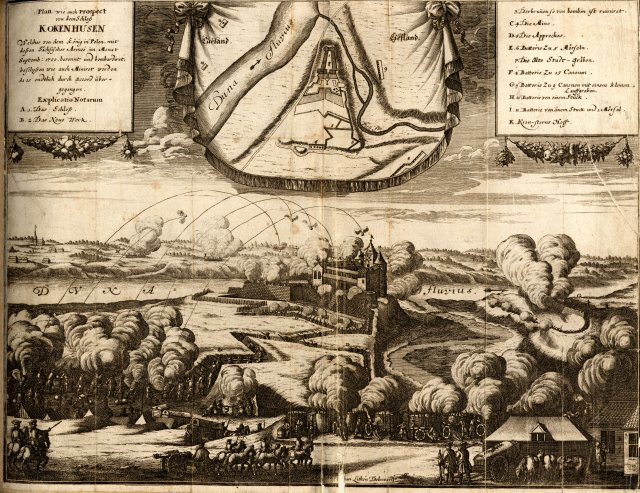
Ansicht der Burg Kokenhusen, um 1700

Ursprünglich befand sich an der Stelle von Koknese eine lettgallische und selonische Siedlung mit Namen „Kukenois“. Um das späte 12. Jahrhundert war diese lehnspflichtiges Unterfürstentum des russischen Fürstentums Polozk. Zu Beginn des 13. Jahrhunderts begannen die deutschen Kreuzritter des Schwertbrüderordens unter der Führung von Albert von Buxhövden die Küsten der Rigaer Bucht zu besetzen. Der russische Statthalter Wjatschko gab 1207 die Hälfte seines Landes an die Kreuzritter ab und erhielt Kukenois als Lehen. 1209 wurde das Gebiet ganz vom Orden übernommen. Danach ordnete Albert den Bau einer gemauerten Burg an, um die hölzernen Befestigungen der Letten am Zusammenfluss von Düna und Pērse zu ersetzen. Die formale Herrschaft von Polozk wurde 1215 widerrufen. 1238 fiel das Gebiet an den Erzbischof von Riga. Burg Kokenhusen war Teil der strategischen Burgenkette Dünamünde-Riga-Holme-Üexküll-Lennewarden entlang der Düna.
Um die Burg entwickelte sich eine Ansiedlung, die 1277 Stadtrechte erhielt. Die Stadt gedieh während des 14. Jahrhunderts als Teil der Hanse. Kokenhusen war ein häufiger Streitgegenstand zwischen den Bischöfen und der Familie derer von Tiesenhausen, denen sie 1269 als Lehen übergeben worden war. Der Deutsche Orden unterstützte die Ansprüche der Tiesenhausen, um die bischöfliche Macht zu schwächen. Dem Erzbischof Johann V. von Wallenrodt gelang es, den Streit zu schlichten und das Gebiet 1397 wieder für die Kirche zu gewinnen. 1420 wurde Burg Kokenhusen Sommersitz der Erzbischöfe von Riga und im 16. Jahrhundert deren Hauptsitz.
Im Livländischen Krieg fiel das Heer des russischen Zaren Iwan IV. des Schrecklichen 1577 in das Gebiet ein, verwüstete die Stadt und verschleppte die Einwohner. 1582 kam der Ort an Polen-Litauen.
Auch im 17. Jahrhundert, während der Kriege zwischen Polen, Russland und Schweden, wechselte die Stadt mehrmals den Besitzer. 1601 fand hier die Schlacht von Kokenhusen statt, in der die Husaren der polnischen Kavallerie ihre schwedischen Gegner schlugen. Dennoch wurde die Stadt 1629 Teil der schwedischen Besitztümer und erneut befestigt. Nach weiteren Kriegsjahren war die Stadt 1684 fast gänzlich verlassen.
Während des Großen Nordischen Krieges wurde die Burg schließlich von sächsischen Truppen erobert und gesprengt, als diese vor den anrückenden Schweden zurückweichen mussten. Nach den Bestimmungen des Friedens von Nystad wurde Kokenhusen mit dem übrigen Livland 1721 Teil Russlands.
Eine Eisenbahnlinie, die Kokenhusen durchquerte, wurde 1861 fertiggestellt, die Stadt wurde nun auch zum Erholungsort für Städter. Die deutschbaltische Familie der Freiherrn von Löwenstern errichtete ein herrschaftliches Schloss im neoklassizistischen Stil, das 1894 vollendet, jedoch während des Ersten Weltkriegs zerstört wurde. Während der Revolution 1905 nutzten die Rebellen den Keller des Herrenhauses als Gefängnis für die Adelsfamilie. Nach der Unabhängigkeit Lettlands von Russland 1918 wurde der lettische Stadtname „Koknese“ verwendet. Ein Versammlungsort der örtlichen Intelligentsia erhielt den Namen „Professorenhügel“.
Der Bau des Wasserkraftwerks Pļaviņas wurde 1966 in Angriff genommen und ließ die Grundmauern der Burgruine im Wasser versinken.
Im Zuge einer Verwaltungsreform wurden die Gemeinden Bebri, Irši und Koknese im Bezirk Koknese (Kokneses novads) zusammengefasst, der 2021 im neuen Bezirk Aizkraukle aufging. 2010 waren 6036 Einwohner registriert.

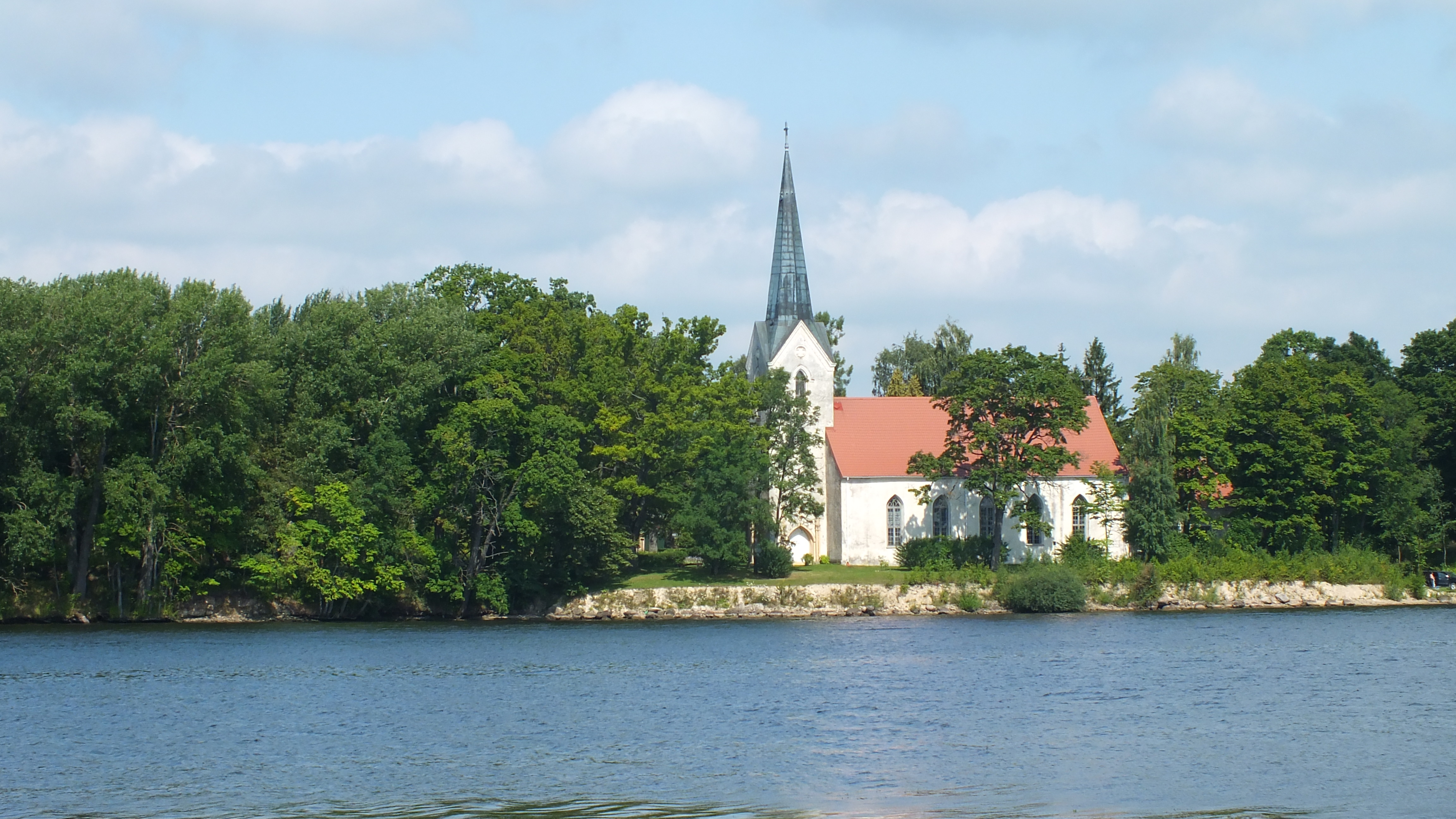
Evangelisch-Lutherische Kirche von Koknese

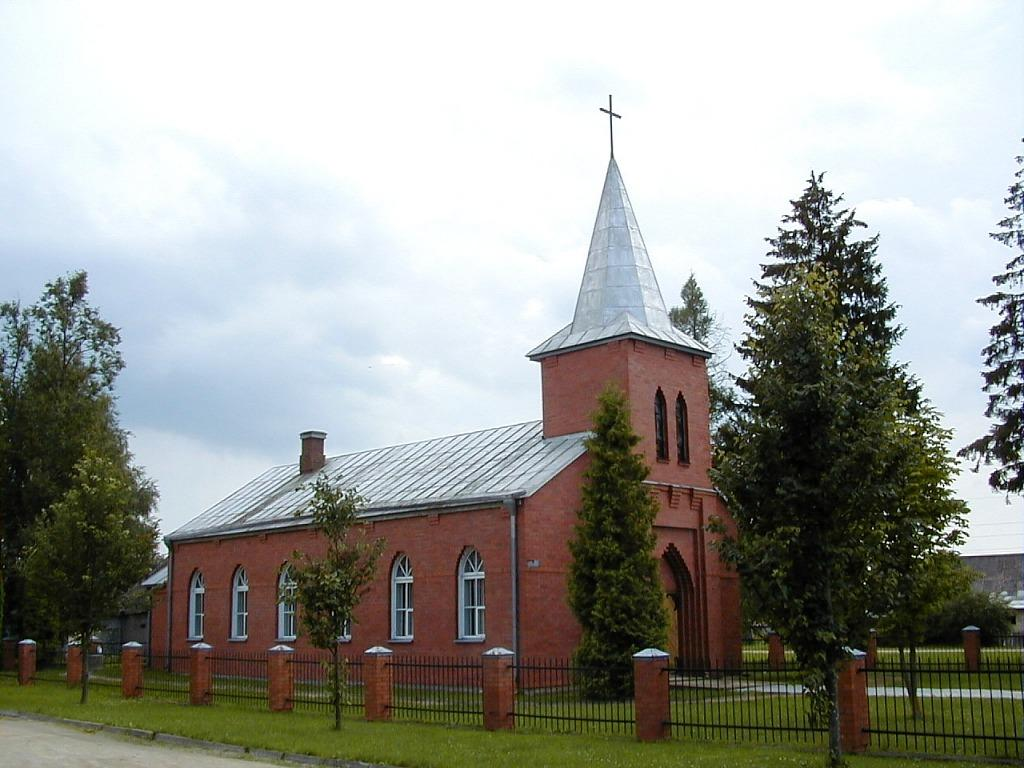
Katholische Kirche von Koknese

## Sehenswürdigkeiten
- Der Schlosspark von Koknese, der einen Teil der mittelalterlichen Stadt und der Burgruinen umgibt, beherbergt die größte Holzskulptur des Landes. Sie wurde von Ģirts Burvis unter Verwendung von Bäumen aus dem Park errichtet und zur 725-jährigen Wiederkehr der Stadtgründung 2002 eingeweiht.
- Die direkt an der Düna gelegene Evangelisch-Lutherische Kirche von Koknese wurde im 18. Jahrhundert erbaut und erhielt 1819 eine Sakristei sowie 1887 einen Turm im neugotischen Stil.[1]
- Die katholische Kirche St. Johann Baptist wurde 1939 geweiht.[2]

## Persönlichkeiten
- Der lettische Dramatiker Rūdolfs Blaumanis (1863–1908) lebte in den 1880er Jahren in der Stadt.
- Der lettische Maler Julius Fedders (1838–1909) wurde hier geboren.

## Trivia
- Koknese ist Mitglied der neuen Hanse, einer Vereinigung, die sich die Entwicklung von Wirtschaft und Tourismus in ihren Teilnehmerstädten zum Ziel gesetzt hat.